# Raphael Sealey
Raphael Sealey (Middlesbrough, 14 agosto 1927 – Berkeley, 29 novembre 2013) è stato uno storico britannico naturalizzato statunitense.

## Biografia
Raphael Sealey studiò allo University College (Oxford) di Oxford in Inghilterra sotto la guida di George Cawkwell, ricevendo un M.A. dall'Università di Oxford nel 1951.
Si trasferì quindi negli Stati Uniti dove fu professore di storia greca alla University of California in California, al 1967 al 2000, specializzandosi in storia del diritto dell'antica Grecia. Dopo essere andato in pensione, divenne professore emerito della stessa università. Prima di approdare a Berkeley, aveva insegnato all'University College del Galles del Nord, al Queen Mary College, all'University of London e alla State University of New York a Buffalo.

## Selezione di opere
Tra i libri scritti da Sealey si ricordano:
- A History of the Greek City States, 700-338 B.C. (Oakland: University of California Press, 1976).
- The Athenian Republic (State College: Pennsylvania State University Press, 1987).
- Women and Law in Classical Greece (Chapel Hill: University of North Carolina Press, 1990).
- Demosthenes and His Time (Oxford: Oxford University Press, 1993).
- The Justice of the Greeks (Ann Arbor: University of Michigan Press, 1994).